# Ralph Olinger
Ralph Olinger, anche soprannominato Rolf (Engelberg, 17 dicembre 1924 – 25 giugno 2006) è stato uno sciatore alpino svizzero.

## Palmarès

### Olimpiadi
- 1 medaglia, valida anche ai fini dei Mondiali:
  - 1 bronzo  (discesa libera a Sankt Moritz 1948).